# Ergologie
 (février 2017).
Si vous disposez d'ouvrages ou d'articles de référence ou si vous connaissez des sites web de qualité traitant du thème abordé ici, merci de compléter l'article en donnant les références utiles à sa vérifiabilité et en les liant à la section « Notes et références ».
L'ergologie est une démarche permettant d’analyser les situations de travail et plus généralement les activités humaines, et d’y intervenir pour les transformer. Il s’agit d’une démarche qui vise à mettre en dialogue les savoirs académiques traditionnels élaborés par les différentes sciences humaines et sociales, et les savoirs des protagonistes des activités humaines qu’ils acquièrent et produisent du fait même de leur participation à ces activités.

## Introduction
Le monde du travail n’a pas cessé d’être façonné et remodelé par de nouvelles mutations : des nouvelles pratiques des acteurs sociaux à ce que l’on appelle[Qui ?] par facilité « l’Ubérisation », ou des pratiques hospitalières aux entreprises dites « libérées », en passant par les « FabLabs » et la « communauté des Makers », sans oublier les transformations plus lentes dans les industries manufacturières ou les industries de process nécessitant d'importants investissements matériels. Or nous[Qui ?] avons l’ambition de comprendre ce qui fait la vie des activités humaines, de connaître les nouvelles modalités du travail, les problèmes qui en surgissent, les éventuels déséquilibres occasionnés et les nouveaux arbitrages opérés ou espérés qui permettent ou permettraient de « vivre en santé ». Et comprendre, connaître, par l’approche ergologique, ne peut se faire que par la mise en dialogue des savoirs académiques élaborés par différentes sciences (humaines, de la nature, de l’ingénieur), et des savoirs issus de la pratique, acquis et produits par la participation aux activités humaines[style à revoir].
La démarche ergologique a vu le jour dans les années 80, dans un contexte de crise du travail, et s'appelait alors "analyse pluridisciplinaire des situations de travail". C'est en 1997 que le terme ergologie est apparu, les travaux du philosophe Yves Schwartz et notamment l'ouvrage (réalisé sous sa direction) Le Travail Humain : « Reconnaissances du travail. Pour une approche ergologique" P.U.F. (1998) ont largement contribué au rayonnement de cette démarche dans le monde universitaire et scientifique.

## Intérêt et enjeu d'une approche ergologique des activités humaines
La démarche ergologique repose à l’origine sur un « positionnement » selon lequel « rien de sérieux ne peut être dit sur le travail indépendamment de ceux qui travaillent ». C’est vrai du travail comme de toute activité humaine[style à revoir]. Ainsi, l’ergologie se situe d’emblée au carrefour de multiples savoirs universitaires et des « savoirs-y-faire » des acteurs qui œuvrent dans les situations concrètes. Il s’agit de mettre en question ce qui se joue dans l’activité humaine en situation, activité prise dans des débats entre exigences collectives et exigences individuelles, entre contraintes et initiatives.
La démarche ergologique permet donc une réflexion critique et constructive sur la pluralité des normes à l’œuvre dans les activités humaines. Ce faisant, il semble fondamental d’admettre[style à revoir] que ces normes ne peuvent être complètement ni définitivement préétablies à l’écart des protagonistes qui agissent dans des situations toujours singulières et changeantes, avec leurs « manières de faire ».
Or enfin, si s’interroger sur le travail comme activité, et plus généralement s’instruire de l’activité, consiste à penser la façon dont ses normes sont élaborées et pilotées, l’étude des situations apparaît inséparable d’une réflexion sur les transformations exigibles ou exigées par les acteurs. Il faut peut-être ainsi voir[style à revoir] dans toute activité ce qui fait son dynamisme vital, et même sa santé : un refus de la passivité, une « opposition à l'inertie et à l'indifférence », selon les mots du philosophe Georges Canguilhem.
Par conséquent, l’enjeu de la démarche ergologique est de faire émerger les multiples façons dont sont mises en mots et en pensées les activités menées en situation ; s'instruire ainsi de ces activités en situation suppose de rester attentif à ce qu'elles offrent d'inattendu. Mais l’enjeu n’est pas simplement de connaître théoriquement une activité humaine : s’interroger sur une activité consiste alors aussi à réfléchir aux valeurs de cette activité. Il s’agit de se demander pourquoi tel choix a été préféré, au nom de quelles valeurs, comment ces valeurs sont devenues des normes, comment elles sont vécues et vivables, pour affronter quels aléas, en prévision de quelles actions... Les enjeux sont, en ce sens, indissociablement des enjeux théoriques et éthiques.

## La revue Ergologia
Créée en 2008, Ergologia est une revue internationale et pluridisciplinaire, fruit de collaborations vieilles de 20 ans et dont le réseau franco-lusophone « Ergologie, Travail et Développement », créé en 2007 et devenu international depuis, fut une étape marquante. Depuis le numéro 13, la revue est bilingue (français/portugais) et publiée par la Société Internationale d’Ergologie deux fois par an, avec le soutien du Centre d’Épistémologie et d’Ergologie Comparatives (CEPERC, UMR 7304) et de l'Institut d'Ergologie de l’Université d'Aix-Marseille.
Son objectif est de favoriser confrontations et dialogues entre savoirs académiques et enseignements issus des expériences sociales concernant la nature, l’organisation, la gestion, le gouvernement du travail et de l’activité humaine. Ergologia met donc à disposition d’un large public des résultats de recherches et d’études dans différentes disciplines, des bilans et des conférences, des récits d’expériences vécues dans divers univers professionnels. Les auteurs sont chercheurs, enseignants, étudiants, cadres d’entreprise, praticiens, syndicalistes… Ils s’adressent à toute personne s’interrogeant sur la connaissance et la transformation des activités de travail, et souhaitant engager un échange avec ou à partir de l’approche ergologique.

## Expérimentation dans le cadre de la formation en milieu carcéral[4]
Dans le cadre d'une commande de l'administration pénitentiaire en Alsace en 1998, une action de formation a été menée avec les détenus affectés à la cuisine (encadrés par 2 professionnels de la restauration) qui ont été mis en situation de travail afin de leur faire constater par eux-mêmes les compétences qu’ils mettent en œuvre lors de la réalisation de ce travail (dispositif désigné sous le terme de “rencontres du travail” en ergologie).
Les résultats de cette approche des compétences par l'ergologie ont montré une meilleure performance des équipes et une amélioration de l'ambiance de travail. La formalisation des compétences des personnes engagées dans cette action a provoqué chez certains d'entre eux la volonté de s'impliquer à l'avenir dans un processus de formation alors qu'ils ne l'envisageaient pas au départ.